# Angmong szonszeng
Angmong szonszeng (hangul:  악몽선생 , RR: Angmong Seonsaeng), angol címén Nightmare High vagy Nightmare Teacher, egy koreai web dráma-sorozat.
A sorozatban a koreai BtoB együttes egyik tagja, I Minhjok,  a CLC együttes egyik tagja, Cshö Judzsin és Kim Szohjon színésznő,  Szo Szine színésznő,  és Kim Dzsian színésznő szerepel,  és Hjon Mun-szop rendezte.

## Cselekmény
|  | Alább a cselekmény részletei következnek! |

Miután a Joszan középiskola felelős tanára kórházba kerül egy sérülés miatt, egy új helyettes tanár, Han Bonggu lecseréli őt a második és harmadik osztályban. Habár Han Bonggu látszólag minden más tanár szerint ismert, semmilyen hivatalos dolgozói listán nincs fent, és senki sem tudja hogy ki is ő valójában
A sorozat folyamán rejtélyes és fura dolgok történnek néhány tanulóval az osztályban, amikor Han Bonggu elviszi őket a tanácsadói terembe, ahol felajánlja nekik a legmélyebb vágyaik teljesítését egy vérszerződés kötésével, és ad nekik egy elvarázsolt tárgyat, de senki sem olvassa el hogy miről is szól a szerződés és mire rájönnek hogy mi volt a vágyuk teljesítésének ára, már késő és semmivé válnak.
Az osztályfelelős Jerim észreveszi a tanulók eltűnését, míg a barátja, Szangu és az osztály többi tanulója nincs tudatában az eltűnésükkel. Jerim és Szangu elkezd nyomozni az ügyben, és Szangu képeket csinál a nyomokból és egy blogot indít a nyomozásról.
A végén Jerim és Szangu SMS-t kap arról hogy valaki (Han Bonggu) tudja hogy hol vannak a hiányzó osztálytársaik: egy speciális teremben, ahol a hiányzó osztálytársaik meredten rájuk néznek. 
Ezután mindketten bekerülnek a tanácsadói terembe egy másik tanárral, aki megmondja nekik hogy ne kutassanak tovább és töröljék a blogot a nyomozásról. Ezután Han Bonggu megmondja nekik hogy írjanak bocsánatkérő leveleket a blog létrehozása miatt.
Ezután Jerim bekerül a tanácsadói terembe, miután Han Bonggu rajtakapja azon, hogy átkutatja a speciális termet, aztán Jerim a "tükördimenzóba" kerül (ahova a hiányzó osztálytársai tűntek). A valós dimenzióban lecseréli őt a rámenősebb és kevésbé visszafogottabb énje, aki "meglátogatta", mielőtt Han Bonggu rajtakapta a speciális terem átkutatásán.
A tükördimenzióban találkozik a gyerekkori énjével aki megmutatja neki azt, hogy ha nem kerül ki a tükördimenzióból, akkor a klónja átveszi a helyét, és ő meg bent ragad. Ezután Han Bonggu megmondja neki hogy a "tükördimenzió" csak az ő rémálma, és ezután a két Jerim újra eggyéválik és Han Bonggu mindent visszaállít a rendes kerékvágásba, miközben azt mondja hogy a véget ért a tanácsadás. Ezután, amikor Jerim felébred, azon elmélkedik, hogy a tanulók a vad képzelgésük által csapdába vannak esve a termükben. Ezután elmondja Szangu-nak hogy olyan mintha most ébredt volna fel egy rémálomból de nem tudja hogy mi volt a rémálom. Erre Szangu ezt egy seb gyógyulásához hasonlítja, és elmondja hogy a rémálmokban oldódnak meg a valós élet problémái. 
Egy szereposztás utáni jelenetben a sorozat egy csattanóval végződik.
|  | Itt a vége a cselekmény részletezésének! |

## Szereplők
Főszereplők
Om Gidzsun mint Han Bonggu
Kim Szohjon mint Kang Jerim
I Minhjok mint Szo Szangu
Mellékszereplők
Szo Szine mint Kim Szulki
Pek Szungdo mint O Gicshol
Kim Dzsian mint To Dohi
Csang Gjongop mint Cshon Dzseszu
Cshö Judzsin mint Cshon Juna
Kim Daje mint An Szijon
Hak Csin mint Szok Philho
Kvon Jongmin mint I Dzsongszuk
Csi Unszong mint Ko Githe
Szo Dzsongbong mint Kang Szangthe

## Epizódok
| No.       | Megjelenés dátuma | Cím                                                               |
| --------- | ----------------- | ----------------------------------------------------------------- |
| Epizód 1  | 2016. március 14. | Red thread / Hello. Nightmare Teacher 1 (Piros tollvonás 1)       |
| Epizód 2  | 2016. március 15. | Red thread / Hello. Nightmare Teacher 2 (Piros tollvonás 2)       |
| Epizód 3  | 2016. március 16. | Challenge 1 (Kihívás 1)                                           |
| Epizód 4  | 2016. március 17. | Challenge 2 (Kihívás 2)                                           |
| Epizód 5  | 2016. március 21. | Diary of Truth 1 (Az igazság naplója 1)                           |
| Epizód 6  | 2016. március 22. | Diary of Truth 2 (Az igazság naplója 2)                           |
| Epizód 7  | 2016. március 23. | Cheat Sheet 1 (A puska 1)                                         |
| Epizód 8  | 2016. március 24. | Cheat Sheet 2 (A puska 2)                                         |
| Epizód 9  | 2016. március 28. | Ending Ugliness 1 (A szépség helyreállítása 1)                    |
| Epizód 10 | 2016. március 29. | Ending Ugliness 2 (A szépség helyreállítása 2)                    |
| Epizód 11 | 2016. március 30. | Shadow Play 1 (Árnyjáték 1)                                       |
| Epizód 12 | 2016. március 31. | Shadow Play 2 / The Last Story (Árnyjáték 2 / Az utolsó történet) |

## Fordítás
- Ez a szócikk részben vagy egészben  a(z)   악몽선생 című koreai Wikipédia-szócikk ezen változatának fordításán alapul.  Az eredeti cikk szerkesztőit annak laptörténete sorolja fel. Ez a jelzés csupán a megfogalmazás eredetét és a szerzői jogokat jelzi, nem szolgál a cikkben szereplő információk forrásmegjelöléseként.